# Карппинен, Мика
Ми́ка «Ка́асу» Ка́рппинен (англ. Mika «Kaasu» Karppinen, полное имя Мика Кристиан Карппинен, (англ. Mika Kristian Karppinen), также известен как Гас Липстик (англ. Gas Lipstick)) — финский музыкант, бывший ударник рок-группы HIM, участник дэтграйнд-группы To Separate the Flesh from the Bones, панк-рок-группы Ääritila, метал-групп Bendover и Hallatar.

## Происхождение
Мика Карппинен родился 8 февраля 1971 года в городе Эскильстуна, Швеция. Его двоюродный брат Харри Манту играл на ритм-гитаре в шведской группе Kent. Сам Карппинен начал свою музыкальную карьеру в Финляндии, став ударником группы Valvontakomissio. 30 августа 2008 в финской церкви Темппелиаукио года женился на своей подруге Наталин, которая родила ему дочь 16 января 2009 года.

## Музыкальная карьера
С 1991 по 1994 год был ударником в группе Valvontakomissio, с 1994 по 1995 год — гитаристом и автором текстов группы Dementia. Краткое время был ударником Dischange. С 1994 по 1998 год играл на барабанах и писал тексты в хэви-метал-группе Kyyria. В 1999 году заменил ударника HIM Юхану Ранталу, работает с коллективом начиная со второго студийного альбома. С 2002 года параллельно с HIM участвует в проекте Bendover, с 2003 года — в Ääritila, с 2004 года — в To Separate the Flesh from the Bones. В январе 2015 года покинул группу HIM. С 2016 года входит в состав дум-метал супергруппы Hallatar, созданной в память об умершей Алии Стэнбридж.

## Инструменты
Гас Липстик один из немногих барабанщиков-левшей. Он играет на ударной установке производства Tama Drums с тарелками производства Paiste. Предпочитает барабанные палочки Vic Firth. Во время гастролей использует бас-барабан, украшенный символом HIM — хартаграммой.